# Crest Hill
Crest Hill és una població dels Estats Units a l'estat d'Illinois. Segons el cens del 2007 tenia 20.463 habitants.

## Demografia
Segons el cens del 2000, Crest Hill tenia 13.329 habitants, 4.478 habitatges, i 2.758 famílies. La densitat de població era de 718,8 habitants/km².
Dels 4.478 habitatges en un 30,2% hi vivien nens de menys de 18 anys, en un 45,1% hi vivien parelles casades, en un 12% dones solteres, i en un 38,4% no eren unitats familiars. En el 30,9% dels habitatges hi vivien persones soles el 7,9% de les quals corresponia a persones de 65 anys o més que vivien soles. El nombre mitjà de persones vivint en cada habitatge era de 2,37 i el nombre mitjà de persones que vivien en cada família era de 3.
Per edats la població es repartia de la següent manera: un 18,9% tenia menys de 18 anys, un 13,6% entre 18 i 24, un 41,2% entre 25 i 44, un 17,1% de 45 a 60 i un 9,2% 65 anys o més.
L'edat mediana era de 32 anys. Per cada 100 dones de 18 o més anys hi havia 157,8 homes.
La renda mediana per habitatge era de 45.313 $ i la renda mediana per família de 54.709 $. Els homes tenien una renda mediana de 41.715 $ mentre que les dones 27.667 $. La renda per capita de la població era de 22.317 $. Aproximadament el 2,6% de les famílies i el 4,8% de la població estaven per davall del llindar de pobresa.

## Poblacions més properes
El següent diagrama mostra les poblacions més properes.